# 领地国家主权
在神圣罗马帝国，领地国家主权（德語：Landeshoheit，[ˈlandəsˌhoːhaɪt]）是帝国直属领主（帝国直辖采邑）在其领地内享有的最高统治权。该权力由所有帝国政治体和帝国骑士持有。尽管类似于民族国家的主权概念，但严格而言，它虽包含真正主权的几乎所有要素或属性，但因在帝国内部受帝国法律约束而仍与之区别，且帝国全境对于领地国家主权的定义均有差异。
威斯特伐利亚和约常被认为赋予了帝国诸侯完整主权。实际上诸侯权力并未扩展，而只是废除了其封臣（非直属领主）保有军队的权利。诸侯缔结条约与联盟的外交权虽获保留，但仍受到"不得损害皇帝与帝国利益"的约束。他们在领地的权威仍"受帝国法律约束，并以皇帝作为封建领主的法定地位为限"。
领地国家主权是神圣罗马帝国特有的现象，其君权与封臣关系的演变方向与欧洲其他绝对君主制国家相反。当现代国家的雏形在多数欧洲中央集权政府层面以君主权威为基础发展时，帝国境内现代国家的特征首先出现在各领地国家之中。
值得注意的是，意大利王国的采邑虽无帝国议会代表权而不构成帝国等级，但部分采邑仍享有领地国家主权。典型例证包括萨伏依公爵统治的朗格采邑，以及马拉斯皮纳家族持有的领地。